# Let's Dance (filme)
Let's Dance é um filme estadunidense de 1950, do gênero comédia musical, dirigido por Norman Z. McLeod e estrelado por Betty Hutton e Fred Astaire. Promovido como "O maior musical em Technicolor de todos os tempos", o filme acabou tornando-se um dos menos conhecidos entre os veículos para Astaire. Frank Loesser escreveu seis canções, porém o ponto alto é a dança de Astaire em Piano Dance, de autoria dele mesmo com Tommy Chambers e Van Cleave.
Segundo Ken Wlaschin, este é um dos dez melhores filmes de Betty Hutton.

## Sinopse
Kitty McNeil, viúva rica, tenta tirar o filho da influência da sogra Serena Everett, e retoma a carreira no show business com o antigo parceiro, Donald Elwood. Serena, no entanto, julga que o mundo do espetáculo não é bom ambiente para o neto e invoca a Lei para obter sua custódia.

## Elenco
| Ator/Atriz      | Personagem                 |
| --------------- | -------------------------- |
| Betty Hutton    | Kitty McNeil               |
| Fred Astaire    | Donald Elwood              |
| Roland Young    | Edmund Pohlwhistle         |
| Ruth Warrick    | Carola Everett             |
| Lucile Watson   | Serena Everett             |
| Gregory Moffett | Richie Everett             |
| Barton MacLane  | Larry Channock             |
| Stuart Holmes   | Cozinheiro (não-creditado) |